# 庄司陽子
庄司 陽子（しょうじ ようこ、1950年6月4日 - ）は、日本の漫画家。千葉県茂原市出身、最終学歴はトキワ松学園女子短期大学（当時）卒業。

## 来歴
1950年6月4日、父43歳・母36歳の時に千葉県茂原市の日立製作所の社宅「高志寮」の一室で隣室の家族に見守られながら四人姉妹の末っ子として誕生。1969年に東京都立大森高等学校を卒業し、1971年にトキワ松学園女子短期大学（当時）を卒業。
2歳年上の里中満智子が第1回講談社新人漫画賞の受賞により16歳デビューを知り同じく講談社に絞って投稿を始め、1968年高校3年生の春、投稿3作目で「佳作入選」を果たし担当編集者がつく。没ネーム多数ののち担当者に指導されながら描いた16ページの短編『海とルコックちゃん』が同年冬の『少女フレンド増刊』(講談社) に掲載されてデビュー。以降、『週刊少女フレンド』（講談社）に作品を発表。
1977年18号より連載開始の『生徒諸君!』は、翌1978年・第2回講談社漫画賞少女部門の受賞や映画化などのヒット作となり1985年に一旦完結するが、続編の『生徒諸君!教師編』、『生徒諸君! 最終章・旅立ち』など実質連載期間はトータルで約24年・足掛け46年を超える長寿シリーズで代表作となる。
なお、その他の代表作として、映画化された『Let's豪徳寺!』や『聖域 -サンクチュアリ-』・『セイントアダムス』・『I’s（アイズ）』・『ゴールデン・エイジ』等多数ある。

## 作品リスト
- なくなネンネちゃん（全1巻、1973年11月）
  - なくなネンネちゃん 青春編（全1巻、1974年8月10日）
- Come on 初恋!（全3巻、1974年3月 - 1974年4月）
- ラストショット（全2巻、1974年6月 - 1974年6月15日）
- 甲子園の空にちかえ!（全1巻、1974年7月10日）
- マリオネット（全1巻、1975年3月5日）
- ヘ〜イ!キャシー（全3巻、1975年4月 - 1975年8月）
- 思春期（全1巻、1975年10月15日）
- 愛のあらし（全1巻、1976年2月15日）
- 虹の航路（全5巻、1976年5月15日 - 1977年5月）
- あなたへの言葉（全1巻、1976年8月）
- 母の歳月(全1巻、1976年9月15日）
- シャボン玉空へ！（全1巻、1977年4月15日）
- P.S.愛してます（全1巻、1977年7月15日）
- にいさまどなた? （全1巻、1977年9月15日）
- ぼくは浪人童貞パパ（全1巻、1977年10月15日）
- 泳げ! 第5コース（原作：上條逸雄、全1巻、1977年10月30日）
- 生徒諸君!シリーズ
  - 生徒諸君!学生編（全24巻、1978年2月 - 1985年6月）
  - 生徒諸君! イラスト集 フレンドDELUXE（1979年8月15日）
  - 生徒諸君!外伝（1984年4月）
  - 生徒諸君!教師編（全25巻、2004年4月13日 - 2011年8月11日）
  - 生徒諸君! 最終章・旅立ち（全30巻、2011年8月11日 - 2019年4月12日）
  - 生徒諸君!  kids（既刊16巻、2019年10月11日 - ）※同時収録『幽体門』各1話ずつ
- 愛ひとつ晶子（全3巻、1978年3月）
- 貴子の道標（全1巻、1978年3月15日）
- 二つに割った銅メダル（原作：小泉志津男、神保史郎、全1巻、1978年6月1日）
- 男と女の曲がり角（全1巻、1978年6月）
- そばかすお京（全1巻、1978年12月1日）
- ルーミィ・エンゼル（全1巻、1978年12月15日）
- ミッチャ・ミックス（全1巻、1979年1月15日）
- 女の日時計（原作：田辺聖子、全1巻、1979年2月）
- 恋愛専科（全3巻、1979年8月 - 1981年2月）
- マジカル1to3（全1巻、1980年1月14日）
- 花樹林（全1巻、1980年4月15日）
- めざめよ涙っ子（全1巻、1980年5月15日）
- 適齢期（全1巻、1981年4月）
- Let's豪徳寺!（全8巻、1982年5月 - 1988年2月）
  - Let's 豪徳寺! SECOND（全10巻、2020年 - 2025年）
- Epitaph―墓碑銘（全1巻、1983年10月）
- ダーリン騎士団（全4巻、1985年12月 - 1987年5月）
- 夏物語（全1巻、1987年12月7日）
- 女はみんなソレが好き（全1巻、1988年1月6日）
- 沖ノ澤グラフィティ（全3巻、1988年10月 - 1989年7月）
- スピリットサーカス（全2巻、1988年12月2日 - 1989年4月）
- セイントアダムズ（全14巻、1989年9月 - 1992年11月）
- 結婚伝説
  - 結婚伝説（全4巻、1990年4月 - 1993年4月）
  - 結婚伝説2（全2巻、2000年4月 - 2000年6月）
  - 結婚伝説　Bouquet－愛の花束－（全1巻、2006年6月13日）
  - 結婚伝説 プラティナ編（全1巻、2007年3月8日）
  - 結婚伝説 ダイヤ編（全1巻、2008年1月10日）
- 分水嶺（全1巻、1990年12月）
- ルシフェル（全2巻、1991年6月 - 1992年8月）
- 風を見る人（全1巻、1992年3月10日）
- パルス　―脈―（全1巻、1992年4月10日）
- テンペスト（全2巻、1993年1月 - 1993年1月）
- 天下御免!（全9巻、1993年2月1日 - 1994年10月）
- 風の福音（全1巻、1993年9月）
- 聖域-サンクチュアリ-（全6巻、1993年12月 - 1995年6月）
- 華の宴（全1巻、1994年8月）
- 雪女 庄司陽子ミステリー傑作集（全1巻、1994年11月）
- 茜色純情（全3巻、1995年1月 - 1995年8月）
- I's（全3巻、1996年1月 - 1996年1月）
- ガイアの娘（全4巻、1996年3月 - 1996年11月）
- リセットアウト（全4巻、1997年3月 - 1998年1月）
- 夢の航跡（全4巻、1997年4月 - 1998年4月）
- 庄司陽子―自選名作集（日本漫画家大全、全1巻、1998年4月）
- たかとび（全3巻、1998年6月 - 1999年1月）
- ファム・ファタール（全3巻、1998年9月 - 1999年8月）
- 庄司陽子傑作選（講談社漫画文庫、全13巻、1998年9月10日 - 1999年12月）
- 春・飛行 ―四記（全15巻、1999年10月 - 2003年6月13日）
- ペルソナ（全3巻、2001年5月 - 2001年12月）
- アザミノーゼトライアングル（全2巻、2002年7月12日 - 2003年4月11日）
- G.I.D（全2巻、2006年4月21日 - 2006年8月23日）
- 庄司陽子 special selection（全1巻、2007年2月8日）
- 庄司陽子セレクション 再出発編（全1巻、2008年2月7日）
- コルティジャーナ・オネスタ（全1巻、2008年3月13日）
- 悲しみの骸（全5巻、2012年8月10日 - 2014年12月17日）
- 神々の血塗られた手（全4巻、2015年7月17日 - 2017年11月16日）
- 夜叉（『BE・LOVEミステリー』1991年第11集読み切り）

## アシスタント
- ソルボンヌK子

## 関連番組
- 趣味百科『少女コミックを描く』第12回（1991年6月18日 NHK教育） - アトリエ訪問コーナーに登場